# Universidad del Sur de California
La Universidad del Sur de California (en idioma inglés University of Southern California), también conocida por su acrónimo, USC, es una universidad privada situada en Los Ángeles, California. Fundada a finales del siglo XIX, es la institución de enseñanza superior más antigua de California.
Estando situada en el centro de una ciudad cosmopolita, USC es una de las instituciones educativas más diversas del país, matriculando a estudiantes de los 50 estados de Estados Unidos, así como de más de 115 países.
Aparte de sus méritos académicos, USC es reconocida como una de las mejores universidades en el ámbito deportivo, contando con 106 títulos de campeonatos universitarios, el segundo mayor en el país, así como 86 trofeos de la NCAA. El equipo deportivo más reconocido de los Trojans es el de fútbol americano, ganando los campeonatos nacionales de 2003 y 2004. 
La Universidad de California del Sur es un motor de la actividad económica en Los Ángeles, constituye el empleador privado más grande de la ciudad y contribuye aproximadamente con 8000 millones de dólares anuales a la economía del condado de Los Ángeles.
El ingreso a la universidad es muy competitivo, con un porcentaje de aceptación del 9.9% en 2023. Entre sus exalumnos destacados se encuentran 10 premios Nobel, 12 Rhodes Scholars, 6 becas MacArthur, 12 Marshall Scholars, 181 Fulbright Scholars, 78 premios Óscar, 119 ganadores del premio Emmy, 3 ganadores de la Medalla Nacional de las Artes, 3 ganadores de la Medalla Nacional de Ciencias, 3 ganadores de la Medalla Nacional de Tecnología e innovación y un ganador de la Medalla Nacional de Humanidades.

## Programa académico
La Facultad de Letras, Artes y Ciencias Dana y David Dornsife, la más grande y más antigua de las facultades de USC, otorga títulos de pregrado en más de 130 áreas de humanidades, ciencias sociales, y ciencias físicas y naturales. La Facultad Dornsife se encarga del programa de educación general para estudiantes de pregrado, y cuenta con un cuerpo docente a tiempo completo de unos 700 profesores. La Facultad tiene más de 6500 estudiantes de pregrado y 1200 estudiantes de doctorado. Además de sus 30 departamentos académicos, la Facultad cuenta con docenas de centros e institutos de investigación. Sin embargo, todos los títulos de doctor (PhD) y maestro (MA) operan bajo la jurisdicción de la Escuela de Posgrados. Los títulos profesiones (abogado, doctor en medicina, etc.) son otorgados por las escuelas respectivas.

## Programa deportivo
Los equipos deportivos de la Universidad del Sur de California, se hacen llamar los Troyanos (Trojans). A lo largo de su historia han conseguido 106 títulos nacionales. Compiten en la Pacific-12 Conference de la NCAA.
Comenzando con el año académico 2024-25, la Universidad del Sur de California cambiará de conferencia. Estaran en la conferencia Big Ten Conference.